# Custom Robo V2
Custom Robo V2 est un jeu vidéo de combat sorti en 2000 sur Nintendo 64. Le jeu a été développé par Noise et édité par Nintendo.
Le jeu est sorti en 2008 sur la Console virtuelle de la Wii. Il fait partie de la série Custom Robo.